# Anabarhynchus passus
Anabarhynchus passus är en tvåvingeart som beskrevs av White 1915. Anabarhynchus passus ingår i släktet Anabarhynchus och familjen stilettflugor. Inga underarter finns listade i Catalogue of Life.